# Boerenstand
De boerenstand bestaat uit een aantal sociale lagen in de agrarische wereld die voortkomen uit de economische waarde van het bedrijf.

## Geschiedenis

### Prehistorie
De boer of agrariër is ontstaan tijdens de neolithische revolutie toen de mens in plaats van te jagen sedentair werd. Een aantal jager-verzamelaars ging met hun gezin over tot het vangen van dieren om die te houden in een nederzetting. De eerste sociale stratificatie ontstond op deze wijze.

### Romeinse tijd
In de Romeinse periode kent de Europese boerenstand verschillende categorieën.
- De Romeinse boerenstand bestond uit een klein aantal rijke tot zeer rijke  grootgrondbezitters die een groot aantal slaven op hun landgoederen te werk stelden. Deze landgoederen voorzagen in de rijkdom van de grootgrondbezitter die vaak een bestuurlijke post in het leger of in Rome (of een andere stad) had. Daarnaast waren er de veterani van het Romeinse leger. Ze hadden na een diensttijd van 25 jaar recht op een klein stukje landbouwgrond (veroverd in een veldtocht). Deze veteranen waren door gebrek aan expertise (en mankracht) vaak keuterboeren.
- De Germaanse boerenstand bestond ook uit twee lagen; boeren-krijgers, ook weerboer (wehrbauer of miles, en afhankelijke boeren (mannen die te oud of te jong waren om te vechten).

### Feodalisme
Na het uiteenvallen van het Romeinse Rijk (5e eeuw n.C.) verloren veel boeren hun vrijheid door het feodale stelsel. Door de algehele onveiligheid en wetteloosheid in Europa kozen veel boeren voor de bescherming van krijgsheren, leenheren, in ruil voor het opgeven van hun vrijheid. Hierdoor ontstond de horigheid. Een klein deel van de boeren wist zichzelf te handhaven en behield hun vrijheid en hun erf. Zij werden weerboeren genoemd. Per contract, het leenregister, werd vastgelegd wie vrij, half-vrij of onvrij was. Een klein aantal van de weerboeren was rijk genoeg om een paard en uitrusting te bekostigen. Zij vormen de latere ridderstand (miles). Daarnaast waren er ook de kerels. Zij hadden relatief veel vrijheid, in tegenstelling tot lijfeigenen en horigen. Ze moesten echter wel trouw zijn aan hun heer en koning.

### Late middeleeuwen en daarna
In de late middeleeuwen gaan de vrije boeren over tot het pachten van grond van adellijke grondbezitters. De onvrije boeren volgen later. Hierdoor ontstaat in Noord-Nederland en Noord-Duitsland een groot verschil in aanzien en invloed tussen herenboeren, keuterboeren en landarbeiders. Door de grote verschillen in vrijheid en afhankelijkheid alsmede grondbezit en het sociale aanzien is vanaf de 13e eeuw de Noord-Europese boerenstand in de volgende lagen opgedeeld:
- Huisman, huesmann, husman, hausmann; de officiële aanduiding van een boer die zijn eigen erf bezat en daarnaast een bestuurlijk / rechterlijke functie in zijn dorp bekleed als schout. De hoeve is vrij overerfbaar door de oudste (soms de jongste) zoon, de naam van de hoeve gaat (ook bij koop) over op de bezitter. De hoeve is groter dan 20 ha.
- Erfpachter; de officiële aanduiding van een boer met een erfpachtverdrag. Bij zijn dood werd het verdrag door zijn oudste zoon gecontinueerd. De hoeve was tussen de 5 en 20 hectare groot.
- Boer: de 'moderne' aanduiding voor een zelfstandige boer die in eigen onderhoud kon voorzien. De hoeve was niet meer dan 500 are groot.
- Keuterboer: Een boer die niet geheel in eigen onderhoud kon voorzien en daarom deels bij een boer, erfpachter of huisman als landarbeider werkte.
- Landarbeider, dagloner, huur(heuer)man: Een arbeider die voor het gezinsinkomen volledig afhankelijk was van de boer waar hij werkte.

In Denemarken, Noord-Nederland en het Noorden van Duitsland was deze indeling tot aan het midden van de twintigste eeuw nog dagelijkse realiteit op het platteland.